# Jonathan Ikoné
Nanitamo Jonathan Ikoné (ur. 2 maja 1998 w Bondy) – francuski piłkarz kongijskiego pochodzenia występujący na pozycji napastnika we włoskim klubie ACF Fiorentina. Wychowanek Paris Saint-Germain, w swojej karierze grał także w Montpellier HSC. Były młodzieżowy reprezentant Francji.
W reprezentacji Francji zadebiutował 7 września 2019 w wygranym 4:1 meczu eliminacji do Euro 2020 z Albanią, w którym strzelił gola.

## Statystyki kariery
(aktualne na dzień 12 lutego 2022)
| Klub                   | Sezon              | Liga               | Liga  | Liga   | Puchar kraju | Puchar kraju | Puchar ligi | Puchar ligi | Europa | Europa | Inne  | Inne   | Suma  | Suma   |
| Klub                   | Sezon              | Liga               | Mecze | Bramki | Mecze        | Bramki       | Mecze       | Bramki      | Mecze  | Bramki | Mecze | Bramki | Mecze | Bramki |
| ---------------------- | ------------------ | ------------------ | ----- | ------ | ------------ | ------------ | ----------- | ----------- | ------ | ------ | ----- | ------ | ----- | ------ |
| Paris Saint-Germain    | 2016/17            | Ligue 1            | 4     | 0      | 0            | 0            | 2           | 0           | 1      | 0      | 6     | 3      | 13    | 3      |
| Montpellier HSC (wyp.) | 2016/17            | Ligue 1            | 14    | 1      | 0            | 0            | 0           | 0           | –      | –      | –     | –      | 14    | 1      |
| Montpellier HSC (wyp.) | 2017/18            | Ligue 1            | 18    | 1      | 2            | 1            | 3           | 0           | –      | –      | –     | –      | 23    | 2      |
| Lille OSC              | 2018/19            | Ligue 1            | 38    | 3      | 2            | 0            | 1           | 0           | –      | –      | –     | –      | 41    | 3      |
| Lille OSC              | 2019/20            | Ligue 1            | 28    | 3      | 2            | 0            | 2           | 0           | 4      | 1      | –     | –      | 36    | 4      |
| Lille OSC              | 2020/21            | Ligue 1            | 37    | 4      | 3            | 0            | –           | –           | 8      | 3      | –     | –      | 48    | 7      |
| Lille OSC              | 2021/22            | Ligue 1            | 18    | 1      | 1            | 0            | –           | –           | 5      | 1      | 1     | 0      | 25    | 2      |
| ACF Fiorentina         | 2021/22            | Serie A            | 4     | 0      | 2            | 0            | –           | –           | –      | –      | –     | –      | 6     | 0      |
| Ogólnie w karierze     | Ogólnie w karierze | Ogólnie w karierze | 161   | 13     | 12           | 1            | 8           | 0           | 18     | 5      | 1     | 0      | 200   | 19     |

## Sukcesy

### Paris Saint-Germain
- Superpuchar Francji: 2016

### Lille OSC
- Mistrzostwo Francji: 2020/2021
- Superpuchar Francji: 2021